# Allgemeines Bürgerliches Gesetzbuch
Pour les articles homonymes, voir ABGB et Code civil.
Lire en ligne

(de) Code officiel consolidé

L'Allgemeines Bürgerliches Gesetzbuch (abrégé en ABGB) est le Code civil autrichien. Il est entré en vigueur le 1er janvier 1812.

## Historique
En 1753, l'Impératrice Marie-Thérèse charge une commission d'élaborer un code de droit privé commun à tout l'empire. Le code devra être un compromis entre les droits régionaux, le droit romain et le droit naturel. Cette commission dépose un projet, le Codex Theresianus, en 1766, qui est rejeté par le Conseil d'État. Une nouvelle commission est installée en 1772, elle doit rédiger un projet moins long et plus clair que le premier et ne traiter que du droit des personnes. Le projet adopté entrera en vigueur en 1787 sous le nom de Josephinische Gesetzbuch.
Léopold II veut modifier le Josephinische Gesetzbuch. Il nomme en 1790 une nouvelle commission, présidée par Karl Anton von Martini (qui a rédigé le Code civil de la Galicie autrichienne, Bürgerliches Gesetzbuch von Westgalizien, de 1797) qui dépose six ans plus tard un projet de Code civil général. Ce projet est retravaillé par Franz von Zeiller et la commission termine ses travaux en 1808. L'Allgemeines Bürgerliches Gesetzbuch qu'elle propose est un compromis entre la philosophie des Lumières et la tradition de l'Ancien Régime. Le projet est sanctionné en 1811 et entre en vigueur le premier jour de 1812.
Le Printemps des peuples et la Révolution autrichienne fait disparaître le système féodal. Les réformes constitutionnelles de 1867 influencent les interprétations du code et font naître de nouvelles libertés.
Von Martini et von Zeiller avaient voulu un code concis, ce qui a entraîné certaines lacunes. Vers 1914-1916, des ordonnances aboutissent à l'adoption de trois Teilnovellen, inspirées du Bürgerliches Gesetzbuch, qui bouleversent le texte initial, en particulier en ce qui concerne le droit des obligations et des contrats.

## Contenu
Le code civil général autrichien, comme le Code Napoléon, est divisé en trois parties inspirée des Institutes de Gaius. Son langage avait été conçu pour être clair et compréhensible, mais certains termes paraissent aujourd'hui comme étant archaïque.
Comme en droit allemand, le transfert de propriété ne se fait pas par simple contrat (= transfert solo consensu) mais nécessite un acte translatif distinct (= transfert abstrait).

## Influence
Malgré la dissolution de l'Autriche-Hongrie, le code perdure en Pologne, en Yougoslavie et en Tchécoslovaquie mais à la suite de la Seconde Guerre mondiale, des codes collectivistes sont adoptés dans ces pays. Le Liechtenstein a conservé certaines parties de l'ABGB jusqu'à aujourd'hui.